# 歩兵第67連隊
歩兵第67連隊（ほへいだい67れんたい、歩兵第六十七聯隊）は、大日本帝国陸軍の連隊のひとつ。

## 沿革
- 1907年（明治40年）10月26日 - 豊橋歩兵第18連隊兵営内で事務を開始[1]。
- 1908年（明治41年）

3月26日 - 静岡県浜名郡浜松町の新兵営に移転。
5月8日 - 軍旗拝受
- 1925年（大正14年）5月1日 - 宇垣軍縮により廃止される
- 1938年（昭和13年）

4月 - 動員下令、第15師団隷下となる
8月 - 上海に上陸、南京に進出し同地の警備に就く
- 1943年（昭和18年）

8月 - サイゴンに到着、まもなくタイ北部へ進出
- 1944年（昭和19年）

2月 - インパール作戦準備のためビルマに進出
3月15日 - 第3大隊のみチンドウィン川渡河
3月28日 - 第3大隊はインパール・コヒマ街道の遮断に成功する
4月 - 連隊主力はウィンゲート空挺旅団の掃討作戦を終了しインパールへ向かう
5月8日 - 連隊主力が師団に復帰
6月10日 - 3524高地の攻撃を開始するが英印軍の抵抗により失敗する
7月 - 撤退命令が下る
- 1945年（昭和20年） - イラワジ会戦に参加

8月 - 終戦

## 歴代連隊長
| 第一次 |              |                       |                    |
| 1      | 江木精夫     | 1907.10.22 - 1909.1.9 | 中佐、1907.11.大佐 |
| 2      | 丹羽剛       | 1909.1.9 - 1911.9.6   |                    |
| 3      | 高野毅       | 1911.9.6 - 1916.5.2   |                    |
| 4      | 小沢三郎     | 1916.5.2 - 1917.5.18  |                    |
| 5      | 安原啓太郎   | 1917.5.18 -           |                    |
| 6      | 関谷連三     | 1919.4.16 - 1920.8.10 |                    |
| 7      | 長尾恒吉     | 1920.8.10 -           |                    |
| 8      | 野田久吉     | 1921.3.4 - 1922.8.15  |                    |
| 9      | 中村孝太郎   | 1922.8.15 - 1923.8.6  |                    |
| 10     | 田中館浩太郎 | 1923.8.6 - 1925.5.1   |                    |
| 第二次 |              |                       |                    |
| 1      | 大熊貞雄     | 1938.7.15 -           |                    |
| 2      | 大竹修       | 1939.12.23 -          |                    |
| 3      | 鈴木啓久     | 1940.8.1 -            |                    |
| 4      | 柳沢寛次     | 1941.8.25 -           |                    |
| 末     | 滝口一郎     | 1944.10.31 -          | 中佐               |